# Регионални федерални съдилища
Регионалните федерални съдилища (на португалски: Tribunais Regionais Federais, TRF) са второинстанционни органи на федералното правораздаване в Бразилия – апелативни федерални съдилища, които притежават правото да се произнасят по решения, взети от по-долни федерални инстанции. Юрисдикцията на регионалните федерални съдилища в Бразилия се разпростира върху територията на един или няколко щата.

## Състав
Регионалните федерални съдилища в Бразилия имат променлив съдебен състав, като броят на съдиите в тях се определя със закон, но съгласно разпоредбите на конституцията съставът им не може да бъде по-малък от седем съдии, избрани, когато това е възможно, от съответния съдебен регион и номинирани от президента на Бразилия измежду бразилски граждани на възраст между тридесет и шейсет и пет години. Една пета от състава на всеки регионален федерален съд се попълва от адвокати, ефективно упражнявали своята професия повече от десет години, и от членове на Федералната прокуратура с поне десетгодишен опит. Останалата част от състава на регионалните федерални съдилища се попълва от съдии с поне петгодишен опит, по силата на условията за израстването им в съдебната кариера, или спрямо опита и заслугите им.

## Функции
Компетенциите на регионалните федерални съдилища са дефинирани в чл. 108 от Конституцията на Бразилия.
В кръга от компетенции на регионалните федерални съдилища попадат:
1. правото да започват съдебни процеси и да се произнасят като първа инстанция:
  1. срещу федералните съдии от съответния съдебен регион, включително и срещу членове на военни и трудови съдилища, когато става въпрос за общи престъпления или престъпления по служба, както и срещу членове на прокуратурата, с изключение на случаите, които са от компетенцията на електоралните съдилища;
  2. по преразглеждане на наказателни дела и искове за преразглеждане на собствени решения или такива, взети от федерален съдия от съответния регион;
  3. с актове и habeas data и мандат за защита срещу собствени решения или срещу такива, взети от федерален съдия;
  4. с актове habeas corpus, когато решението за задържане под стража е взето от федерален съдия;
  5. по спорове за компетенция между съдии от състава на съда;
2. правото да се произнасят като апелативна инстанция по решения, взети от федерални и щатски съдии, изпълняващи федерални функции в техния съдебен регион.

## Съдилища
В Бразилия има шест регионални федерални съдилища, последното от които е открито през август 2022 г.:
- Регионален федерален съд на Първи регион (TRF1) със седалище в Бразилия има юрисдикция върху Федералния окръг и щатите Баия, Пиауи, Мараняо, Гояс, Мато Гросо, Амапа, Токантинс, Пара, Амазонас, Рондония, Рорайма и Акри;
- Регионален федерален съд на Втори регион (TRF2) със седалище в Рио де Жанейро притежава юрисдикция върху щатите Рио де Жанейро и Еспирито Санто.
- Регионален федерален съд на Трети регион (TRF3) със седалище в Сао Пауло, който обхваща териториите на щатите на Сао Пауло и Мато Гросо до Сул.
- Регионален федерален съд на Четвърти регион (TRF4) със седалище в Порто Алегри притежава юрисдикция върху щатите Рио Гранди до Сул, Санта Катарина и Парана.
- Регионален федерален съд на Пети регион (TRF5) със седалище в Ресифи обхваща териториите на Сержипи, Алагоас, Пернамбуко, Параиба, Сеара и Рио Гранди до Норти
- Регионален федерален съд на Шести регион (TRF6) със седалище в Бело Оризонте обхваща територията на щата Минас Жераис.

### Нови съдилища
На 3 април 2013 г. Камарата на депутатите на Бразилия одобрява на второ четене Проект за изменение на Федералната конституция номер 544/2002, който увеличава броя на регионалните федерални съдилища от пет, колкото са дотогава, на двет. Според поправката в страната се учредяват още четири регионални федерални съдилища, които трябва да започнат да функционират в срок от шест месеца след обнародването на конституционната поправка. Конституционната поправка отделя териториалните юрисдикции на новосъздадените съдилища от юрисдикциите на петте вече съществуващи регионални федерални съдилища:
- Регионален федерален съд на Шести регион (TRF6) със седалище в Куритиба обхваща териториите на щатите Парана, Санта Катарина (дотогава под юрисдикцията на TRF4) и Мато Гросо до Сул (от юрисдикцията на TRF3)
- Регионален федерален съд на Седми регион (TRF7) със седалище в Бело Оризонти и юрисдикция върху територията на щата Минас Жераис (отделен от юрисдикцията на TRF1);
- [[Регионален федерален съд на Осми регион (TRF8) със седалище в Салвадор и юрисдикция върху територията на щатите Сержипи (отделен от юрисдикцията на TRF5) и Баия (дотогава под юрисдикцията на TRF1)
- Регионален федерален съд на Девети регион (TRF9) със седалище в Манаус и юрисдикция върху територията на щатите Амазонас, Акри, Рондония и Рорайма (отделени от юрисдикцията на TRF1)

Срещу създаването на новите регионални съдилища обаче е заведено директно дело за противоконституционност пред Върховния федерален съд. Вносител на акта е Националната асоциация на федералните прокурори. Новите съдилища ще могат да започнат своята работа ако Върховният съд не уважи жалбата на Националната асоциация на федералните прокурори. Тогавашният председател на Върховния съд Жоакин Барбоза обаче суспендира влизането в сила на конституционната поправка до окончателното произнасяне на пленума на Върховния съд по по делото, което не се случва и през следващите години.
По инициатива на Висшия съд на страната през 2021 г. Националният конгрес приема закон, с който се създава Регионален федерален съд на Шести регион със седалище в Бело Оризонте, който трябва да упражнява юрисдикция над територията на щата Минас Жераис. Създаването на шестия Регионален съд има за цел да облекчи работата на Регионалния ферерален съд на Първи регион, в който делата от Минас Жераис са представлявали общо една трета от делата, разглеждани от този съд, в чиято юрисдикция се намира щатът Минас Жераис до откриването на новия регионален съд. Официалното откриване на Регионалния федерален съд на Шести регион става на 19 август 2022 г..